# MozaiQ
MozaiQ este una dintre organizațiile comunitare care se adresează persoanelor LGBTI (lesbiene, gay, bisexuali, transgender, intersexuali) din România. Organizația s-a înființat în noiembrie 2015 după o serie de întălniri consultative ale comunității LGBT privind necesitatea unei noi organizații LGBT în România. MozaiQ își propune să dezvolte comunitatea LGBTI din România prin solidaritate și încredere reciprocă, rezultate din activitățile sociale, o prezență pe scena culturală alternativă, precum și o atenție deosebită acordată diverselor grupuri din comunitate: persoanele rome LGBTI, persoanele trans, persoanele HIV+, lucrătorii sexuali, persoanele LGBTI aflate într-o situație socio-economică precară, persoanele cu abilități diferite, precum și seniorii și tinerii. Direcțiile prioritare de acțiune ale MozaiQ sunt: dezvoltarea comunităților, activism comunitar, advocacy, sprijinirea, capacitarea și încurajarea dezvoltării individuale a persoanelor LGBTI cu nevoi specifice și dezvoltarea organizațională.
MozaiQ este membră cu drepturi depline ILGA Europe. MozaiQ este membră și a IGLYO - International Gay and Lesbian Youth Organization⁠(d) și a EGLSF - European Gay and Lesbian Sports Federation⁠(d).
MozaiQ a fost una din organizațiile vocale împotriva inițiativei de modificare a articolului 48 din Constituția României, inițiativă care urmărea, printre altele, definirea familiei drept uniunea dintre un bărbat și o femeie. MozaiQ a criticat inițiativa în repetate rânduri, motivând că restrânge drepturile persoanelor LGBTI și îngreunează eforturile legislative de legalizare a căsătoriilor gay în România. O scrisoare de susținere a comunității LGBTI din România lansată în mai 2016 a strâns semnăturile a peste 1000 de personalități publice, printre care Loredana, Inna, Alexandra Stan, Dragoș Bucurenci, Ada Solomon, ajungând într-un final la peste 12.000 de semnături. În august 2017, MozaiQ a anunțat lansarea unei dezbateri publice naționale cu privire la legalizarea parteneriatelor civile, cu forumuri publice în Cluj-Napoca, Iași și București. În martie 2017, MozaiQ a lansat o petiție pentru legalizarea parteneriatelor civile, semnată de 48 de organizații și 3.000 de cetățeni. În luna octombrie 2017, MozaiQ a organizat un protest public în favoarea legalizării parteneriatelor civile, intitulat „Tradiția noastră e iubirea” la care au participat sute de persoane.  În perioada 11 septembrie - 7 octombrie 2018, în contextul referendumului pentru familie, MozaiQ a implementat campania „Iubirea NU se votează”. În cadrul acestei campanii MozaiQ a desfășurat mai multe tipuri de activități printe care două proteste (Lăsați-ne să iubim! și Iubirea NU se votează), campania de crowdfunding ”Susțin LGBT la Referendum”, o serie de întâlniri comunitare cu scopul consultării și informării comunității, campania de informare online și offline, campanie de boicot la care au participat diverse nume cunoscute precum: Alexandra Ungureanu, Răzvan Firea, Alexandra Stan,  Mirela Bucovicean, Emil Rengle, Andreea Bălan,  Vladimir Drăghia, Maurice Munteanu.
În 2016 MozaiQ a depus o plângere la Consiliul Național pentru Combaterea Discriminării (CNCD) împotriva deputatului Bogdan Diaconu, pentru declarațiile sale „În București nu vor mai avea loc parade de homosexuali! În calitate de Primar General, nu voi mai permite ca pe străzile Bucureștiului să se desfășoare parade de homosexuali. Apăr valorile creștine și tradiționale ale Capitalei și nu permit transformarea Bucureștiului în Sodoma și Gomora”, acesta fiind sancționat cu amendă de 4000 de lei. În anul 2017 MozaiQ a depus o nouă plângere la CNCD împotriva senatorului liberal Leon Dănăilă pentru declarațiile „Un homosexual poate să cumpere copii, poate să-i fure, poate să-i achiziționeze pe alte căi. Să-i învețe să devină tot așa. Eu asta nu pricep, mintea mea nu poate să priceapă. Nu, una e femeie, ălalalt e bărbat. Asta nu pricep. Îmbracă-i pe amândoi bărbați. Îți plac bărbații? Poftim! Sodoma și Gomora. Doamne ferește! E un regres, totuși, al speciei umane”, rezultând într-o sancțiune cu amendă de 2000 de lei.
În iunie 2018 și 2019, MozaiQ a fost principal partener al Bucharest Pride , în 2018 a fost și partener în organizarea Cluj Pride, iar în 2019 partener al primului festival Pride Timișoara.
MozaiQ participă din anul 2018 și la festivalul Street Delivery Arhivat în 27 noiembrie 2019, la Wayback Machine., inițial doar la București, iar în 2019 și în Bacău. Ca parte a coloratului festival, MozaiQ a organizat o expoziție cu sprijinul unor artiști contemporani cunoscuți și a pictat o instalație artistică temporară sub forma unei treceri de pietoni în culorile curcubeului.
MozaiQ încearcă să lucreze cât mai mult posibil și cu comunități din afara Bucureștilui. Asociația a organizat și susținut eveniente și grupări din Iași, Cluj, Constanța, Timișoara, Sibiu, Brașov, Craiova și nu numai, atât în 2018 cât și în 2019 în cadrul proiectului OUTcity.  Astfel, comunitatea locală a diferitelor orașe din România s-a putut întâlni cu persoane din MozaiQ într-un spațiu safe pentru a discuta despre problemele și nevoile acesteia, precum și doar pentru a interacționa și crea contacte atât cu organizatorii cât și cu alți oameni aproape de ei geografic.
În mai 2019, cu ocazia Zilei Internaționale Împotriva Homofobiei și Transfobiei, MozaiQ a organizat prima Gală a Aliaților LGBTQ+. Peste 150 de invitați, activiști LGBTQ+ precum și nume cunoscute din industriile creative din Romania, s-au strând în Qreator pentru a celebra diversitatea și a premia aliații comunității pentru curaj, implicare și deschidere.
În octombrie 2019, ca parte a Lunii Istoriei LGBT, MozaiQ a sprijinit vernisajul ”OBIECT. Călător prin istorii publice și personale” proiect de Valentina Iancu & Vlad Viski, ce a avut loc la MNAC. Asociația a mai sprijinit și ”Arhiva Queer - Adrian Newell Păun” Arhivat în 2 septembrie 2019, la Wayback Machine., un proiect extrem de important pentru cultura și istoria queer locală, ce a constat în digitizarea și arhivarea în cadrul unei platforme online a artefactelor aflate în colecția activistului Adrian Newell Păun. 
La cea de-a 7-a ediție a festivalului de filme pentru adolescenți SUPER Arhivat în 2 noiembrie 2019, la Wayback Machine., în iunie 2019, MozaiQ a dat premiul special pentru cel mai bun film cu tematică LGBT.  

## Proiecte majore
De la înființarea sa, MozaiQ a organizat câteva sute de evenimente comunitare, două școli de vară și una de iarnă, forumuri publice cu politicieni, marșul „Dumnezeu nu face politică”, Bucharest Pride 2016, un grup studențesc LGBTI – Campus Pride – în Universitatea din București, întâlniri ale seniorilor LGBT, ieșiri sportive, o campanie de advocacy pentru înființarea unui centru comunitar LGBTI în București, Luna Istoriei LGBT, precum și o serie de ieșiri publice menite a oferi reprezentare și un sentiment de apartenență comunității LGBTI.

Printre proiectele majore ale Asociației se află:

### Q Sports
În februarie 2018 MozaiQ, prin grupul Q Sports, a organizat la București primul campionat de fotbal amator pentru comunitatea LGBTI din Româia, la care au participat șase echipe și un total de 42 de sportivi. Turneul „Fotbal pentru Diversitate” a fost câștigat de echipa United Women of Cluj Napoca.  În 2019 a avut loc la Cluj și cea de-a doua ediție a ”Fotbal pentru Diversitate”, organizat de MozaiQ pentru a trage un semnal cu privire la importanța combaterii homofobiei și transfobiei în sport.
În august 2019 MozaiQ a participat cu Q Sports la 10-a ediție a Jocurilor Gay - ”Paris 2018 Gay Games”, unde România a fost reprezentată de 6 sportivi.
În 2020, finanțat de FARE Network, proiectul „Fotbal pentru diversitate” a avut în centrul său organizarea celei de-a treia ediții a turneului național cu același nume, care pune accent pe lupta împotriva homofobiei și transfobiei în sport. Chiar înainte de începerea pandemiei, turneul a reunit și în acest an zeci de sportivi și sportive din mai multe orașe, inclusiv din Austria. 
În 2021, echipa de fete CSO (Club Sportiv Ocazional) participă la competiția sportivă internațională Copenhagen 2021 WorldPride & EuroGames și câștigă medalia de aur la fotbal feminin.

### Triumf Amiria. Muzeul Culturii Queer [?]
Acesta este un proiect de recuperare a producției culturale queer din ultimii 20 de ani care se axează pe trei direcții: literatură, arte vizuale și arte performative. TRIUMF AMIRIA este un efort de diseminare extinsă a culturii queer locale care își propune în același timp să identifice mai multe direcții pentru viitorul producției culturale queer.
Proiectul propune o serie de evenimente menite să sublinieze importanța culturii queer în ultimele două decenii, dar și să încurajeze producția culturală nouă prin expoziții, ateliere, tururi ghidate, spectacole de teatru și performance-uri, lecturi publice și evenimente de networking. Activitățile publice vor fi dublate de o cercetare și arhivare digitală a artefactelor culturale produse de artiști și artiste queer din 2001 până astăzi.
O explicație a numelui neobișnuit al muzeului este oferită de Mihaela Cîrjan, coordonatoarea muzeului: „Un nume autentic queer apărut în laboratoarele colectivului artistic Apparatus 22, TRIUMF AMIRIA face aluzie la sentimentul de mândrie, acel pride pe care comunitățile queer din întreaga lume îl sărbătoresc anual, dar încapsulează o viziune mai largă privind rolul unui muzeu queer. A-mi-ri-a pentru că înzecit tinde spre infinit, spre utopie. Recuperăm miria de la acel mýrioi de origine greacă folosit în secolele XVIII și XIX (lăsat ulterior în uitare) ca prefix decimal în sistemul metric pentru a simboliza zece mii. Un gest necesar pentru a reprezenta identitățile noastre queer, fluide, multiplicate de zece mii de ori și de zece ori pe-atât într-o lume ideală în care queer permite spațiu pentru noi toți, în virtutea umanității noastre”.
TRIUMF AMIRIA. Muzeul Culturii Queer [?] este un proiect realizat de Asociația MozaiQ în parteneriat cu Muzeul Național de Artă Contemporană, Centrul de Teatru Educațional Replika și artista Kjertsi Vetterstad (Norvegia).
Proiectul se desfășoară în perioada martie 2020 – martie 2022. Proiect finanțat prin Granturile SEE 2014 – 2021 în cadrul Programului RO-CULTURA.

### Campus Pride - Campanii Comunitare de Advocacy pentru Universități Sigure
Campus Pride este prima inițiativă din România ce urmărește crearea unui mediu primitor și sigur și a unui climat de acceptare pentru toți studenții din mediul universitar românesc, indiferent de orientarea lor sexuală sau identitatea de gen. Proiectul, dedicat și creat de către studenți LGBT din București, a creat primul spațiu sigur în care aceștia se vor putea informa, socializa și dezvolta abilități de leadership, în contextul unor realități încă profund homofobe.
Începând cu luna octombrie 2021, s-a pornit la drum în București, Cluj și Timișoara cu trei centre studențești, unde tinerii LGBT și aliații se pot întâlni regulat să își împărtășească experiențele, să participe la diverse activități de dezvoltare comunitară și să se sprijine reciproc.
În 2015 – 2016 proiectul a implicat studenții LGBT în organizarea a trei evenimente cheie: Săptămâna Aliaților LGBT – o serie de evenimente de socializare (teatru forum, story telling, dezbatere, quiz night, karaoke, biblioteca vie, party, seară de jocuri, treasure hunt, seara de film etc), Luna Istoriei LGBT – workshop, laser tag, Săptămâna Pride – workshop bannere, expozitie PhotoVoice, Marsul Diversitatii. Alte evenimente ce au avut loc în acea, eveniment cu ocazia ”Transgender Day of Remembrance”, eveniment de Asexual Visibility Day, Queer Prom „How Queers Stole Christmas”.
În 2017 Campus Pride a organizat întâlniri sociale (petreceri, brunchuri, seri de film) și ateliere (de educație sexuală și intervenția în cadrul violenței de diferite feluri).
În 2018, studenții LGBT s-au mobilizat pentru a organiza un party la Macaz, expoziția ”Brave To Be Me”, cu instantanee din viața de student LGBT, iar în colaborare cu IBM România, au organizat două traininguri privind dezvoltarea personală la Facultatea de Sociologie și la SNSPA.
După o scurtă pauză, proiectul a fost revitalizat odată cu anul 2021, în parteneriat cu Asociația Pride Romania, Identity.Education și Samtökin ’78, cu sprijinul programului Active Citizens Fund România, finanțat de Islanda, Liechtenstein și Norvegia prin Granturile SEE 2014-2021. În acest an proiectul a demarat mai multe acțiuni și evenimente în București, Cluj și Timișoara, dar și online, printre care: Discuții cu studenți LGBT Campus Pride Talks (în toate cele 3 orașe), Petreceri comunitare, Târg de inițiative, Participarea la Marșul Pride 2021, Evenimente culturale și comunitare, Tramvaiul Rainbow, Campus Pride Leadership Summer School, Deschiderea Centrelor Campus Pride (în toate cele 3 orașe), Evenimente sociale, inclusiv în Centrele Campus Pride din cele 3 orașe, Evenimente în cadrul PRIDE și Luna Istoriei LGBT 2021, Parteneriat cu mai multe asociații studențești.
Pentru anii 2021-2022 proiectul și-a propus să afle care sunt realitățile din universitățile din România pentru studenții LGBT, aruncând o privire la politicile de incluziune din mediul universitar din România și propunând un sistem de evaluare a universităților și facultăților din țară, sub forma unui Campus Pride Index.

### Unicorns@Work
Proiectul Unicorns@Work, susținut prin Fondul IKEA pentru Egalitate de Gen, finanțat de IKEA România și gestionat de Fundația Comunitară București, își propune să crească gradul de angajabilitate al persoanelor transgender din București, lucrând în paralel atât cu persoanele transgender pentru a le îmbunătăți diversele abilități, cât și cu companii, fiind un spațiu de informare pentru angajatori și angajați dedicați ideii de incluziune a diversității pe piața muncii din România, persoane trans, persoane lgb+ și aliați ai persoanelor lgbt+ din România. Proiectul se desfășoară din aprilie 2019. 
Strategia Unicorns@Work este construită pe doua axe:
- Primul ax se concentrează pe ridicarea nivelului de angajabilitate a persoanelor trans, prin consolidarea cunoștințelor de tot felul (limbi străine, IT, redactare de CV etc), dar și a încrederii în sine și a spiritului de inițiativă.

- Al doilea ax al strategiei elaborate în cadrul proiectului este centrat pe construirea unei rețele de angajatori informați și dornici să construiască medii de muncă incluzive cu persoanele cu identități de gen ce nu se conformează normelor tradiționale. Echipa Unicorns@Work, alături de companiile partenere, și-a propus sa realizeze strategii de recrutare și angajare gender-blind, politici interne care sa recunoască comportamentele și atitudinile care duc la creșterea sau, dimpotrivă, scăderea transfobiei la locul de muncă.[72][sursă independentă?]

### Intersect - Altfel despre discriminare
Proiectul a avut drept scop combaterea discriminării romilor prin activități de conștientizare a nivelului de discriminare și a impactului negativ al acesteia în societate; el include o componentă majoră de împuternicire a tinerilor romi la nivel local și promovarea participării lor directe în dezvoltarea, implementarea și monitorizarea de activități și politici care îi afectează. De asemenea, proiectul sprijină capacitarea unei societăți civile rome și pro-rome la nivel local. Proiectul se adresează specific romilor LGBT și dorește să pună pe agenda publică intersecționalitatea și discriminarea multiplă. Acesta este coordonat de CRJ – Centrul de Resurse Juridice și implementat în parteneriat cu următoarele organizații: ACTEDO – Centrul de Acțiune pentru Egalitate și Drepturile Omului, Asociația MozaiQ LGBT și UCTRR – Uniunea Civică a Tinerilor Romi din România Arhivat în 6 ianuarie 2022, la Wayback Machine.. Proiect finanțat de Programul Drepturi, egalitate și cetățenie al Uniunii Europene (2014-2020).
Activități: Identificare a nevoilor tinerilor romi și romi LGBT din cinci orașe din România, urmată de sesiuni de formare și informare, activități de mentorat, cât și ateliere de lucru pentru crearea și implementarea, ulterioară, de campanii locale de informare, derulate de înșiși tinerii participanți în proiect, cu sprijinul organizațiilor partenere; Reprezentarea intereselor tinerilor romi și romi LGBT în minim cincisprezece cazuri de discriminare; Cursuri de formare adresate reprezentanților autorităților locale din cinci orașe și ateliere de lucru cu studenți în universități. Sprijinirea creării și derulării de campanii online pentru nediscriminare de către studenți, alături de studenți, tineri romi și romi LGBT; Realizarea unui studiu privind discriminarea romilor și a romilor LGBT în România. Includerea de bune practici și a cazurilor identificate pe parcursul proiectului; Campanie națională de conștientizare cu privire la discriminarea minorității rome și a romilor LGBT. Realizarea de propuneri de politici publice specifice privind nediscriminarea. 

### Fondul Comunitar LGBT+
În 2019 se lansează primul fond dedicat inițiativelor comunitare LGBTI din România. Fondul Comunitar LGBTI urmărește sprijinirea inițiativelor locale ale comunităților LGBTI și aliaților pentru a asigura siguranța, vizibilitatea și egalitatea tuturor persoanelor din România, indiferent de orientarea lor sexuală, a identității de gen ori a altor caracteristici. ziunea MozaiQ este că puterea comunității LGBTQI se bazează pe putearea fiecăruia, campioni și campioane vizibile pentru drepturilor persoanelor LGBTQI, și pe impactul pe care fiecare îl poate face în comunitate sa – în cercul său de prieteni, acasă, la școală, facultate, muncă.
De la înființarea acestui proiect, MozaiQ a oferit finanțări în valoare de 101593 RON, astfel: 44 de finanțări către organizații LGBTQ+ (83.146 RON); 16 finanțări către persoane vulnerabile (11.933 RON); 8 cursuri de (re)conversie profesională (6.514 RON). 

## Premii și nominalizări

### Aprilie 2019
- din partea CERE la Gala Premiilor Participării Publice “Om cu om facem puterea” pentru campania “Iubirea nu se votează!”,  Premiul Boicot la URnĂ [76]

Premiul s-a acordat Asociației MozaiQ pentru munca depusă cu scopul împiedicării trecerii referendumului pentru familie. Campania de advocacy, acțiunile de informare și sensibilizare și celelalte eforturi ale MozaiQ și ale tuturor celor care au promovat boicotul au avut rezultat: din lipsă de cvorum, referendumul nu a fost validat.

### Mai 2019
- finalist în cadrul Gălii Societății Civile la categoria Campanii de comunicare pe teme sociale [78]

Nominalizarea s-a acordat Asociației MozaiQ pentru campania ”Iubirea Nu se Votează”.

### Iunie 2019
- din partea ActiveWatch la Gala HateAwards, premiul „Stați liniștiți pe voturile voastre”[80]

Premiul a fost acordat Asociaței MozaiQ, platformei Respect și agenției Papaya Advertising pentru mobilizarea exemplară în demobilizarea homofobiei de la urne în cadrul referendumului pentru familie. 

## Consilii directoare
Primul Consiliu Director al MozaiQ a fost format din Vlad Viski, președinte, Octav Dumitru, vicepreședinte, membrii Ovidiu Anemțoaicei, Bogdan Dogaru, Mihnea Florea, Ștefan Iancu. Roxana Marin și Alexandru Moisii. Mandatul acestui Consiliu Director a fost între octombrie 2015 și octombrie 2016. 
Al doilea Consiliu Director MozaiQ a fost format din Vlad Viski, președinte, Andrei Voinea, vicepreședinte, membrii Bogdan Dogaru, Mihnea Florea, Alexandru Palas, Simona Rujan și Alex Zbîrciog. Activitatea acestui Consiliu Director s-a desfășurat în perioada octombrie 2016 - aprilie 2018. 
În aprilie 2018 a avut loc cea de-a treia Adunare Generală anuală a MozaiQ, alegându-se cel de-al treilea Consiliu Director, format din Robert Rațiu, președinte, Alexa Valianatos, vicepreședintă și membrii Ovidiu Anemțoaicei, Alina Dumitriu, Andrei Ion, Tudor Kovacs și Alexandru Palas. De asemenea, s-a hotărât crearea poziției de director executiv, ocupată de Vlad Viski.
A patra Adunare Generală a avut loc pe 20 aprilie 2019, iar mandatul Consiliu Director a fost de doi ani, conform noilor reglementări statutare ale organizației. Cel de-al patrulea Consiliu Director a fost format din Robert Rațiu, președinte, membrii Mihnea Florea, Victor ”Zamfi” Pînzariu, Tudor Kovacs, Cristi Musat, Carmen Gheorghe, Antonella Lerca Duda și Mircea Ciobanu, cenzor. (Inițial și Alina Dumitriu, cu funcția de vice-preșeședintă)
Al cincilea Consiliu Director, ales în 2021, a fost format din Alexandru Palas, președinte, Ioana ”Jerzy” Dumitrescu, vice-președinte, membrii Carmen Gheorghe, Cezara David, Bogdan Dogaru, Victor ”Zamfi” Pînzariu, și Ovidiu Anemțoaicei, cenzor. (inițial și Mihnea Florea, cu funcția de preșeședinte și Ioana "Fen" Fotache cu funcția de membru).
Actualul Consiliu Director, ales în 2023, este format din Cristina Săracu, președintă, Octavian Dumitru, vice-președinte, membrii Robert Rațiu, István Téglás, Cezara David, Tudor Kovacs, Mihai Lixandru și Mircea Ciobanu cenzor.